# Donetsk (Rusia)
Donetsk (del ruso: Доне́цк) es una localidad rusa del óblast de Rostov situada en las orillas del río Donets, en la frontera con Ucrania. A 171 km al noroeste de Rostov del Don.

## Demografía
| 1959   | 1970   | 1979   | 1989   | 2002   | 2010   | 2014   |
| ------ | ------ | ------ | ------ | ------ | ------ | ------ |
| 42.369 | 38.134 | 44.147 | 48.673 | 48.040 | 50.228 | 49.170 |